# 浴血華沙
《浴血華沙》（波蘭語：Miasto 44，又譯《華沙44》）是一部2014年上映的波蘭戰爭片，由揚·科馬薩執導，以1944年二戰期間華沙起義為背景。電影於華沙起義70週年之際在波蘭國家體育場首映。

## 劇情
1944年夏天，德軍的氣勢已逐漸下滑，同時苏联红军從東方向華沙方向推進。波蘭方面希望在紅軍攻入之前趕走德軍，使國家免受蘇俄支配，出於這個原因，由華沙市民組成的波蘭家鄉軍（起義軍）發動了對德國占領軍的反抗。
波蘭青年史蒂芬（約瑟夫·帕沃夫斯基 飾）原先與母親、弟弟相依為命，之後由於工作的原因在夥伴的見證下宣誓加入起義軍，卻遭到母親強烈反對，因為她已失去丈夫，不希望再失去兒子。
起義期間，史蒂芬與一名護士阿拉（索非娅·维赫瓦奇 飾）相戀，但之後也對一個名叫卡瑪（安娜·普羅奇尼亞克 飾）的女性起義軍產生感情。
儘管起義軍在開頭取得了優勢，但畢竟他們未受過正規軍事訓練，最終還是難以與德國軍隊抗衡。隨著起義被鎮壓，傷亡慘重，大部分城市被摧毀，愛情和友誼的故事揭開了序幕。

## 外部連結
- 互联网电影数据库（IMDb）上《浴血華沙》的资料（英文）